# William Henry Fitton

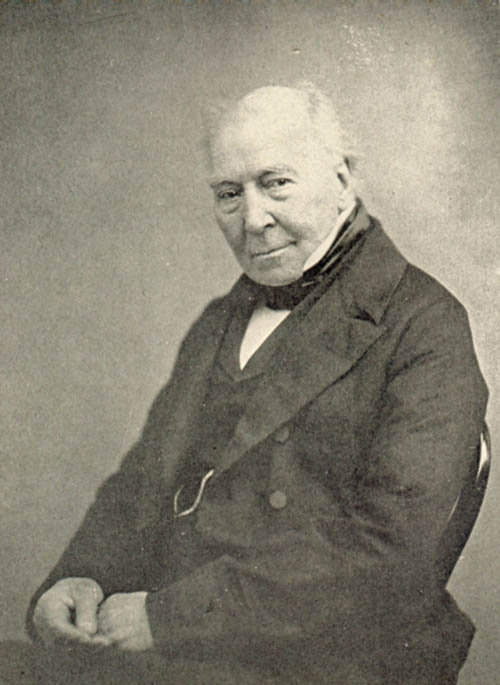
William Henry Fitton in 1860

William Henry Fitton (Dublin, januari 1780 - 13 mei 1861) was een Brits geoloog uit de victoriaanse tijd. Hij bracht delen van Zuidwest-Engeland en Ierland in kaart.

## Biografie
Fitton bezocht het Trinity College in Dublin, waar hij in 1799 een graad behaalde. Hij raakte geïnteresseerd in natuurlijke historie en begon fossielen te verzamelen. Vanaf 1808 studeerde hij aan de universiteit van Edinburgh, waar zijn interesse, met name in de geologie, werd aangewakkerd door de colleges van Robert Jameson. In 1809 vertrok hij naar Londen, waar hij in 1811 een onderzoek van de geologie van de omgeving van Dublin en een beschrijving van zeldzame mineralen uit Ierland presenteerde aan de Geological Society. Hij vestigde zich in 1812 als arts in Northampton. In 1816 behaalde hij een M.D. in Cambridge.
Na zijn huwelijk in 1820 vestigde hij zich opnieuw te Londen. Zijn vrouw kwam uit een welgestelde familie, zodat hij zijn tijd nu aan geologisch onderzoek kon besteden. Hij bestudeerde de stratigrafie van Zuidwest-Engeland, waar voornamelijk gesteenten van het Krijt en Boven-Jura dagzomen. Hij definieerde daarbij een aantal formaties zoals de Upper en Lower Greensand, de Wealden Formation en de Purbeck Formation. Van 1827 tot 1829 was hij president van de Geological Society.

## Werk
Behalve zijn eigen publicaties schreef Fitton commentaren op het baanbrekende werk van zijn collega's William Smith, Charles Lyell en Roderick Murchison. In 1852 ontving hij de Wollaston Medal van de Geological Society.
Rond 1825 vond Fitton de thaumatroop uit, een soort speelgoed. Deze uitvinding wordt vaak toegeschreven aan John Ayrton Paris, die het idee van Fitton overnam en uitbuitte.
- Gemeinsame Normdatei: 116585625
- International Standard Name Identifier: 0000 0000 6318 8339
- Library of Congress Control Number: nr98019733
- Nationale bibliotheek van Australië: 36250966
- Réseau des bibliothèques de Suisse occidentale: 02-A005997150
- SNAC: w6dn6x9k
- Système universitaire de documentation: 144109662
- Trove: 619659
- Virtual International Authority File: 47517277
- WorldCat: E39PBJyMg683yTbWf8yc77gh73